# Llengua xiulada

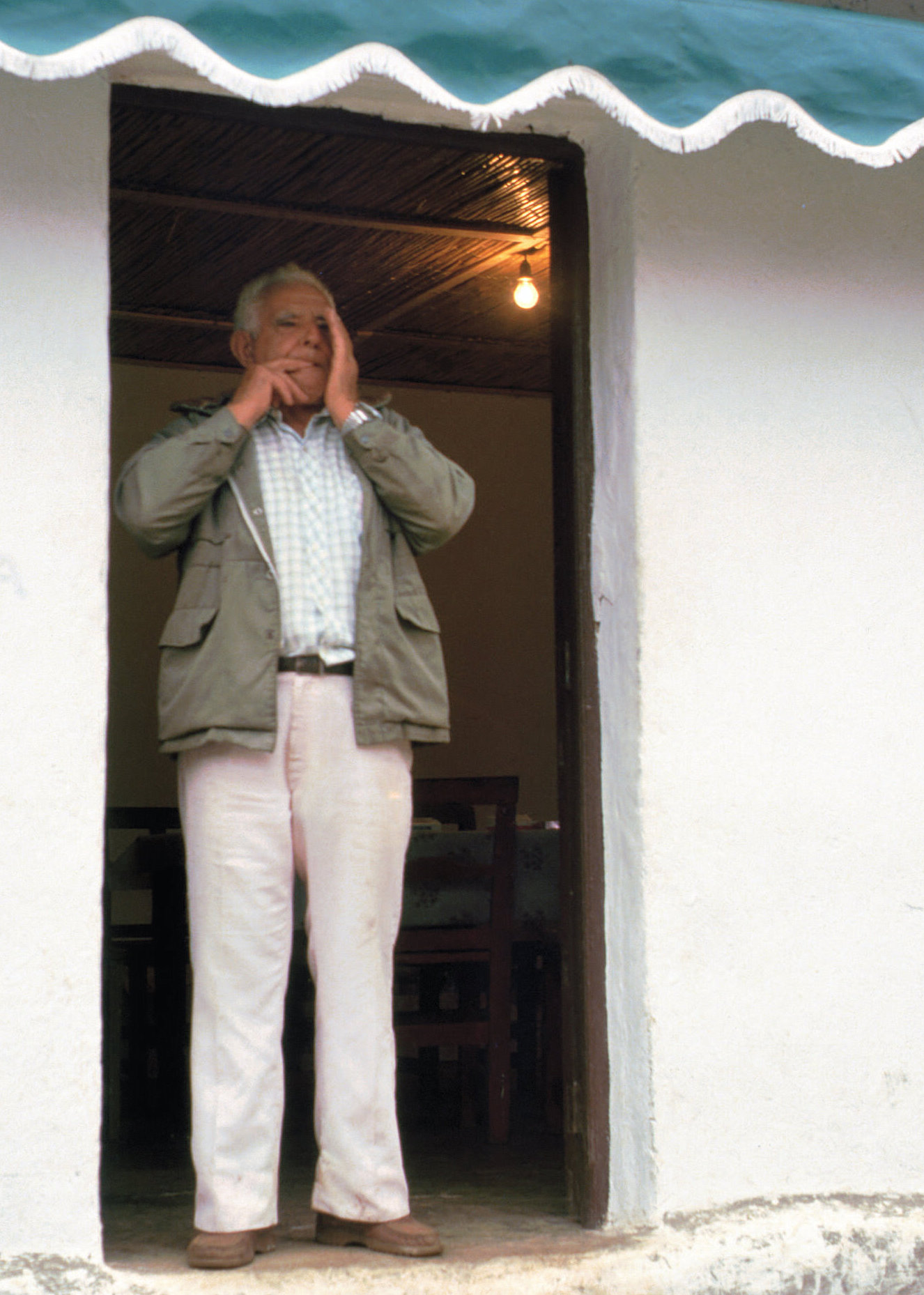
Xiulet gomerenc, Patrimoni Cultural Immaterial de la Humanitat.

Les llengües xiulades són un sistema de comunicació vocal basada en xiulades modulades. Solen ser transposicions de llengües a un conjunt de xiulades. Quasi tots els idiomes podrien ser xiulats. Hi ha cultures que han transposat els seus idiomes a xiulades, i la causa d'açò sol ser l'ambient que els rodeja, com muntanyes i boscos, amb la necessitat de comunicar-se a llargues distàncies.
La llengua xiulada més antiga coneguda fins ara fou asiàtica i era del segle vi aC.
"Totes les llengües xiulades comparteixen un característica bàsica: funcionen per variar la freqüència d'una forma-ondulatòria senzilla com una funció de temps, generalment amb variacions dinàmiques mínimes, la qual pot ser entesa ràpidament d'ençà en la majoria dels casos l'únic propòsit és la comunicació a llargues distàncies."
La manca d'entendre pot ser vista en una matriu que ho representa anomenada la Matriu de Confusió. Va ser provat utilitzant dos parlants de Silbo (Jampolsky 1999). L'estudi va revelar que generalment, les vocals eren relativament fàcil d'entendre i les consonants una mica més difícil.
|   | i  | e | a  | o  | u |
| - | -- | - | -- | -- | - |
| i | 15 |   | 1  |    |   |
| e | 1  |   | 1  |    |   |
| a |    |   | 79 | 5  |   |
| o |    |   | 4  | 15 | 3 |
| u |    |   |    | 2  | 2 |

Matriu de confusió de les vocals en la prova de percepció. Les vocals 'produïdes' són mostrades horitzontalment i vocals 'percebudes' verticalment. (Els números en negreta corresponen per corregir identifications).
|    | p | β | f | m | t  | ð | n | s | t͡ʃ | l | r | rr | j | ɲ | k | ɣ |
| -- | - | - | - | - | -- | - | - | - | -- | - | - | -- | - | - | - | - |
| p  | 7 |   |   |   |    |   |   |   |    |   |   |    |   |   |   |   |
| β  |   | 3 | 1 | 1 |    |   |   |   |    |   |   | 1  |   |   |   | 4 |
| f  |   | 1 |   |   | 1  |   |   |   |    |   |   |    |   |   |   |   |
| m  |   |   |   | 3 |    |   |   |   |    |   |   |    |   |   |   |   |
| t  | 1 |   |   |   | 11 |   |   |   |    |   | 1 |    |   |   |   |   |
| ð  |   |   |   |   |    | 1 |   |   |    |   |   |    |   |   |   |   |
| n  |   |   |   |   |    |   | 4 |   |    | 1 |   | 2  |   | 1 |   |   |
| s  |   |   |   |   |    |   |   | 2 | 1  | 1 |   |    |   |   |   |   |
| t͡ʃ |   |   |   |   |    |   |   |   |    |   |   |    |   |   |   |   |
| l  |   |   |   |   |    |   |   |   |    |   |   |    |   |   |   |   |
| r  |   |   |   |   |    |   |   |   |    |   |   |    |   |   |   |   |
| rr |   |   |   |   |    |   |   |   |    |   |   |    |   |   |   |   |
| j  |   |   |   |   |    |   |   | 1 |    |   |   |    | 3 |   |   | 1 |
| ɲ  |   |   |   |   | 1  |   |   |   |    |   |   |    |   |   |   |   |
| k  | 1 |   |   |   |    |   |   |   |    |   |   |    |   |   | 3 |   |
| ɣ  |   |   |   |   |    |   |   |   |    |   |   |    |   |   |   | 2 |

Matriu de confusió de les consonants en la prova de percepció. Les consonants 'produïdes'
són mostrades horitzontalment i les 'percebudes' verticalment. (Els números en negreta
corresponen per corregir identifications).